# Гран-при Монреаля
Гран-при Монреаля (фр. Grand Prix Cycliste de Montréal) — ежегодная однодневная велогонка, проходящая по улицам одноимённого города.

## История
Как и Гран-при Квебека, проходящий за 2 дня до неё, монреальская гонка была впервые организована в рамках UCI ProTour 2010, чтобы расширить географию соревнований за счёт Северной Америки. Первая гонка прошла 12 сентября 2010 года, её победителем стал нидерландец Роберт Гесинк. Гонка состояла из 16 кругов по 12,1 километра. Через год тот же маршрут был пройден на один раз больше, победу одержал португалец Руй Кошта.

## Характеристика трассы
Гран-при Монреаля не похож на многие однодневные соревнования, со «старт-финишем» в одной точке и кольцевым маршрутом. Гонщики преодолевают  17 кругов протяжённостью 12,1 км. На каждый круге требуется совершить три подъёма на склоны вокруг Мон-Руаяль: 
- Côte Camilien-Houde — 1800 м протяжённость и 8% средний градиент
- Côte de la Polytechnique — 780 м протяжённость и 6% средний градиент
  - с участком 200 м на котором градиент 11%
- Avenue du Parc — 560 м протяжённость и 4% средний градиент

Финиш расположен на вершине в гору на Авеню дю Парк.
Общий набор высоты за гонку составляет 3893 м, что аналогично горному этапу на Тур де Франс, хотя и на более низкой высоте.

## Призёры

### Генеральная классификация
| Год  | Победитель          | Второй           | Третий              |          |
| ---- | ------------------- | ---------------- | ------------------- | -------- |
| 2010 | Роберт Гесинк       | Петер Саган      | Райдер Хешедаль     |          |
| 2011 | Руй Кошта           | Пьеррик Федриго  | Филипп Жильбер      |          |
| 2012 | Ларс Петер Нордхауг | Морено Мозер     | Александр Колобнев  |          |
| 2013 | Петер Саган         | Симоне Понци     | Райдер Хешедаль     |          |
| 2014 | Саймон Герранс      | Руй Кошта        | Тони Галлопен       |          |
| 2015 | Тим Велленс         | Адам Йейтс       | Руй Кошта           |          |
| 2016 | Грег Ван Авермат    | Петер Саган      | Диего Улисси        |          |
| 2017 | Диего Улисси        | Хесус Эррада     | Том-Йелте Слагтер   |          |
| 2018 | Майкл Мэттьюс       | Сонни Кольбрелли | Грег Ван Авермат    |          |
| 2019 | Грег Ван Авермат    | Диего Улисси     | Иван Гарсия Кортина |          |
| 2020 | отменено            | отменено         | отменено            | отменено |
| 2021 | отменено            | отменено         | отменено            | отменено |
| 2022 | Тадей Погачар       | Ваут Ван Арт     | Андреа Баджоли      |          |
| 2023 | Адам Йейтс          | Павел Сиваков    | Алекс Аранбуру      |          |
| 2024 | Тадей Погачар       | Пельо Бильбао    | Жюлиан Алафилипп    |          |

### Вторичные классификации
| Год  | Горная           | Канадский гонщик |
| ---- | ---------------- | ---------------- |
| 2010 | Мадразо, Анхель  | Хешедаль, Райдер |
| 2011 | Пэйт, Дэнни      | Хешедаль, Райдер |
| 2012 | Готье, Сирил     | Хешедаль, Райдер |
| 2013 | Беклантс, Ян     | Хешедаль, Райдер |
| 2014 | Верваке, Луис    | Вудс, Майкл      |
| 2015 | Верваке, Луис    | Вудс, Майкл      |
| 2016 | Перри, Бенджамин | Хешедаль, Райдер |
| 2017 | Моллема, Бауке   | Дюшен, Антуан    |
| 2018 | Велленс, Тим     | Буавен, Гийом    |